# Tympanogaster obcordata
Tympanogaster obcordata är en skalbaggsart som först beskrevs av Deane 1931.  Tympanogaster obcordata ingår i släktet Tympanogaster och familjen vattenbrynsbaggar. Inga underarter finns listade i Catalogue of Life.